# Logotype (route)
 (novembre 2012).
Pour les articles homonymes, voir Logo (homonymie) et Logotype.
Dans le domaine routier, un logotype peut accompagner une indication de localisation.

## EnFrance
Un logotype accompagne soit une indication de localisation relative à une région administrative ou un département, soit une indication utilisée pour un balisage d’itinéraire touristique.

## Sources
- Droit français : Arrêté du 24 novembre 1967 modifié relatif à la signalisation des routes et des autoroutes.